# Bad Tölz
Bad Tölz är en stad i delstaten Bayern i Tyskland. Staden ligger vid floden Isar, cirka 50 kilometer söder om München. Bad Tölz är en kurort med cirka 19 400 invånare.

## Historik
Bad Tölz nämns första gången år 1155 som Tolnze (efter Hainricus de Tolnze) och grundades av romarna. År 1331 blev Tölz officiell marknadsplats (köping) med marknadsrättigheter genom Ludvig IV. Genom "den stora branden" år 1453 förstördes huvudgatan Marktstrasse, stadskyrkan och borgen. Omkring 1460 uppfördes en ny borg. 
Under trettioåriga kriget förstördes Tölz igen, denna gång av svenska trupper. År 1476 startade bryggeriverksamheten och under 1600-talet fanns 22 ölbryggerier på orten, huvudkund var München. I samband med ett oväder 1770 föll stora delar av slottet samman (slottet var den gamla borgens utbyggnad). Slottet byggdes aldrig upp igen.
År 1846 upptäcktes en jodkälla och i västar delen av staden startade en kurortsverksamhet, som ledde till att Tölz blev officiell kurort 22 juni 1899. År 1874 byggdes en järnvägslinje till Bad Tölz som då fick sin första stationsbyggnad. I oktober 1906 fick Bad Tölz stadsrättigheter.
Under andra världskriget grundades på orten en så kallad SS-Junkerschule för tyska officerare i Waffen-SS. Hit kom också åtskilliga frivilliga från andra länder, bland annat Sverige. En av SS-lärarna, arkeologen och vikingatidsexperten Peter Paulsen, tjänstgjorde i Bad Tölz som lärare för den politiska skolningen av SS-frivilliga. Bad Tölz blev inte förstört under andra världskriget. Efter krigsslutet övertog amerikanska trupper Junkerschules byggnader och US-generalen George S. Patton blev militärguvernör för Bayern. Han utförde sitt uppdrag huvudsakligen från Bad Tölz.

## Kultur och sevärdheter
Huvudgatan i den östra (äldre) stadsdelen är Marktstrasse som till stora delar har bevarat sitt ursprungliga utseende och är ett omtyckt turistmål. Gatan är numera huvudsakligen gågata med brunnar, skulpturer och uteserveringar. Byggnaderna uppvisar, som brukligt i sydtyskland, rikt smyckade hus med fasadmålningar och blommor.
Från höjden Kalvarienberg har man en vidsträckt utsikt över Bad Tölz, Isar och alpernas panorama. På Kalvarienberg finns även barockkyrkan Heilig-Kreuz-Kirche. Baddelen ligger på stadens och floden Isars västra sida.
Återkommande arrangemang är bland annat påsk- och julmarknad, Leonhardifahrt (en procession med smyckade hästvagnar, alltid på 6 november), folkfest med öltält och resning av Maibaum (en sorts midsommarstång som reses på 1 maj).
Staden är även känd genom TV-serien Der Bulle von Tölz (ung: Snuten från Bad Tölz), en humoristisk kriminalserie som handlar om livet och förvecklingarna på en liten polisstation i Bad Tölz. Serien producerades i 69 fristående avsnitt om 90 minuter och är numera nedlagd.

## Galleri

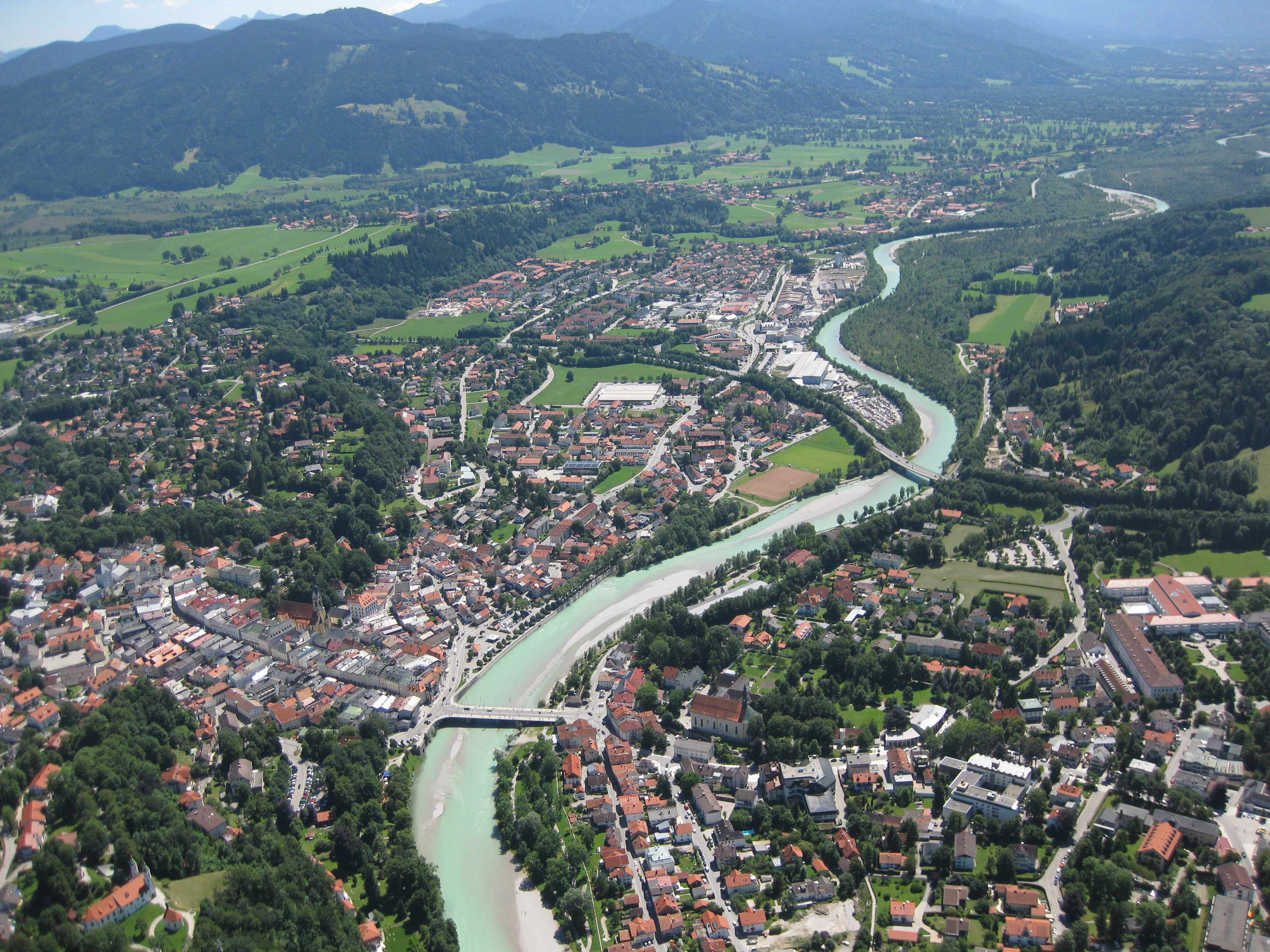
Flygbild över Bad Tölz
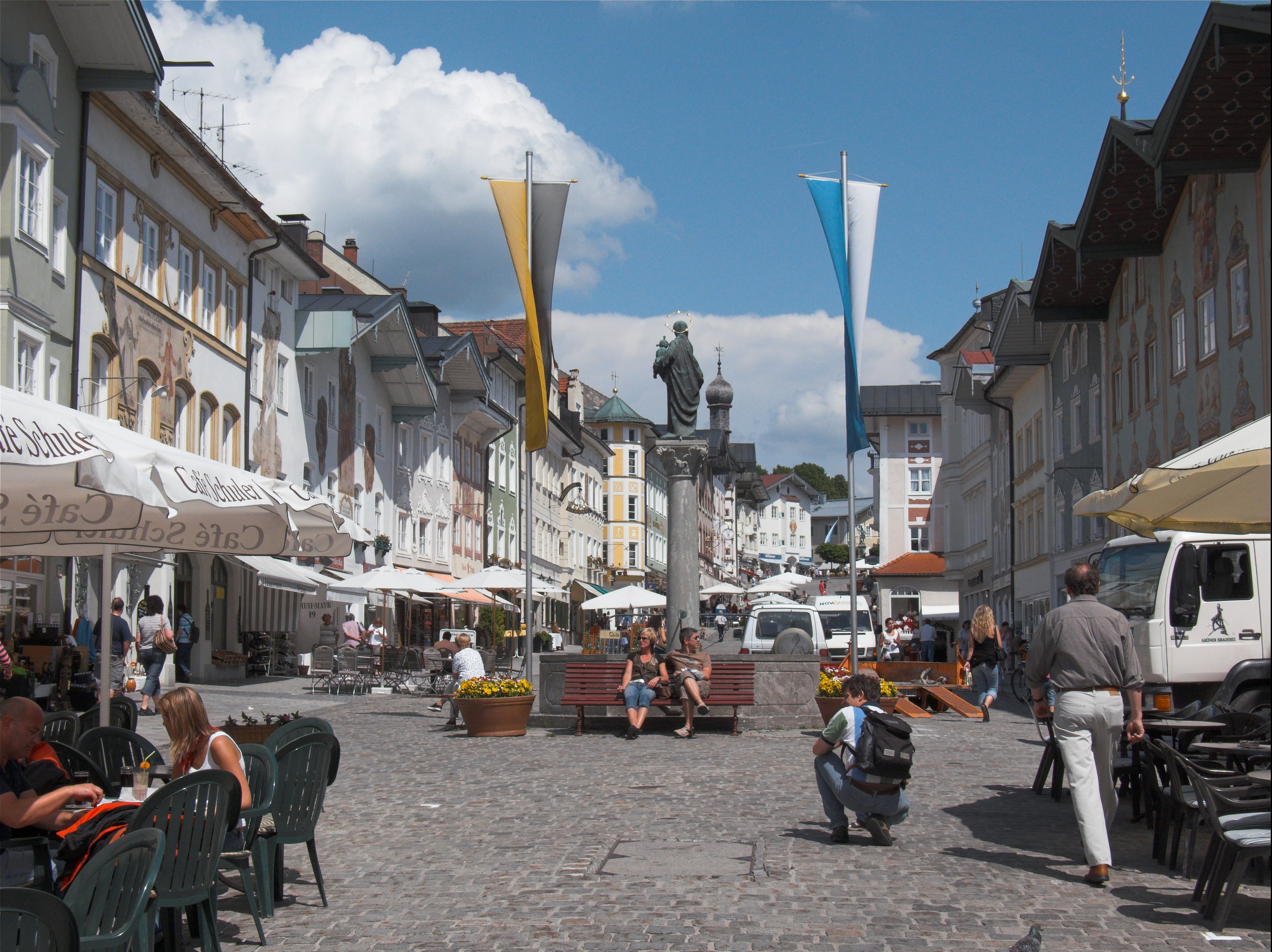
Marktstrasse
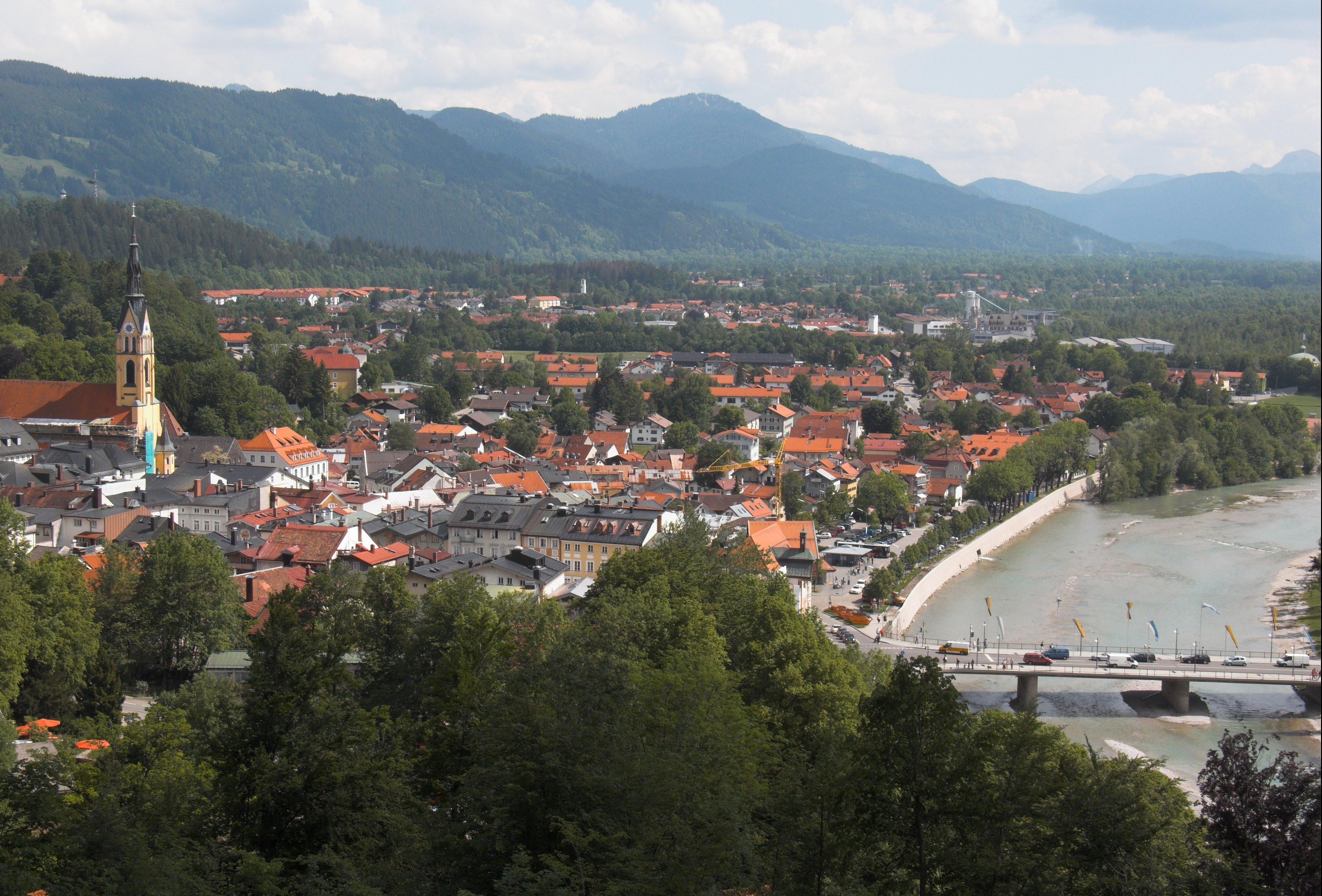
Bad Tölz från Kalvarienberg